# Mount LeMasurier
Mount LeMasurier ist ein über 800 m hoher und eisfreier Berg nahe der Ruppert-Küste des westantarktischen Marie-Byrd-Lands. Er ragt im Zentrum der Ickes Mountains zwischen Mount Vance und Mount Langway auf.
Erste Luftaufnahmen fertigten Teilnehmer der United States Antarctic Service Expedition (1939–1941) an. Das Advisory Committee on Antarctic Names benannte ihn 1970 nach Wesley E. LeMasurier, Geologe bei der Vermessung des Marie-Byrd-Lands zwischen 1967 und 1968.